# Willy Wonka e la fabbrica di cioccolato
Willy Wonka e la fabbrica di cioccolato (Willy Wonka & the Chocolate Factory) è un film fantastico-musicale del 1971 diretto da Mel Stuart e interpretato da Gene Wilder, Peter Ostrum e Jack Albertson. È il primo adattamento cinematografico del romanzo del 1964 La fabbrica di cioccolato di Roald Dahl. Il film racconta la storia di un bambino povero di nome Charlie Bucket che, dopo aver trovato un biglietto d'oro, vince la possibilità di visitare la fabbrica di cioccolato di Willy Wonka insieme ad altri quattro bambini provenienti da varie parti del mondo.
Le riprese si svolsero a Monaco di Baviera da aprile a novembre 1970. Dahl è stato accreditato di aver scritto la sceneggiatura del film; tuttavia, David Seltzer è stato chiamato a fare una riscrittura non accreditata. Contro la volontà di Dahl, furono apportate modifiche alla storia che, insieme ad altre decisioni prese dal regista, portarono Dahl ad abbandonare il film. I numeri musicali sono stati scritti da Leslie Bricusse e Anthony Newley, mentre Walter Scharf ha arrangiato e diretto la partitura orchestrale.
È stato distribuito da Paramount Pictures a partire dal 30 giugno 1971. Con un budget di soli 3 milioni di dollari, il film ricevette recensioni generalmente positive dalla critica ma non fu un successo finanziario, incassando solo 4 milioni di dollari. Nel 1972, il film ha ricevuto la candidatura all'Oscar alla migliore colonna sonora con canzoni originali e l'attore Gene Wilder è stato candidato al Golden Globe per il miglior attore in un film commedia o musicale.
Il film rimase tuttavia nell'oscurità fino agli anni ottanta, quando acquisì nuova popolarità e divenne un film di culto per diverse generazioni, grazie in larga parte ai ripetuti passaggi televisivi (specialmente sotto le festività natalizie), di cui era stato fatto oggetto nel corso degli anni. Nella classifica dei migliori 50 cult movies, stilata nel 2003, dalla rivista statunitense Entertainment Weekly, il film venne inserito alla posizione numero 25.
Nel 2014, è stato selezionato per la conservazione nel National Film Registry degli Stati Uniti. Un altro adattamento cinematografico è stato realizzato nel 2005 con lo stesso titolo del libro originale, La fabbrica di cioccolato, con Johnny Depp nella parte di Willy Wonka. L'adattamento del 2005 aggiunge al racconto il personaggio del padre di quest'ultimo, oltre ad estendere la storia di Willy includendo anche la sua infanzia.

## Trama
Charlie Bucket è un ragazzino educato e affabile con una vita quotidiana dura: è molto povero e introverso a scuola, non ha molti amici e lavora consegnando giornali dopo le lezioni. Vive con la madre e i suoi quattro nonni in una misera casa malandata nei pressi dell’enorme fabbrica di Willy Wonka, un misterioso e leggendario produttore di cioccolato che gestisce il più grande commercio dei dolciumi. Quest'ultimo non esce dalla sua fabbrica da anni ed è un mistero per tutti chi siano i suoi operai. Infatti, per difendersi dagli altri produttori di dolci che avevano tentato di rubare le sue ricette mandando le loro spie, Willy era completamente sparito dalla circolazione chiudendo i battenti della sua fabbrica. Aveva poi ripreso a fabbricare nuovamente dolciumi, ma i cancelli della fabbrica erano rimasti chiusi.
Un mattino, il signor Wonka bandisce un concorso: a cinque fortunati che troveranno dei biglietti dorati nelle tavolette Wonka sarà concesso di visitare la sua fabbrica assieme ad un membro della loro famiglia e riceveranno una scorta di dolci Wonka da bastare per tutta la vita. Tutto il mondo cade in una sfrenata caccia ai biglietti dorati, apparentemente introvabili. I primi quattro vincitori sono: Augustus Gloop, un bambino obeso e ingordo di Dusselheim della Germania Ovest, Verusca Salt, una bambina viziata e capricciosa del Regno Unito, Violet Beauregarde, una bambina arrogante e vanitosa nonché una campionessa di masticazione di gomme proveniente dal Montana negli Stati Uniti e Mike Travis, un bambino chiacchierone e teledipendente appassionato di film western anch'esso degli Stati Uniti, precisamente dell'Arizona.
Charlie ha ormai perso le speranze, quando un giorno trova dei soldi in un tombino e, comprando una tavoletta di cioccolato, riesce a trovare l'ultimo biglietto dorato. Mentre torna a casa incontra un uomo che si presenta come Slugworth e che Charlie riconosce come il peggior rivale di Willy Wonka, a cui aveva tentato di copiare i suoi dolci. Quest'ultimo gli promette benessere e denaro per tutta la vita in cambio di un campione di un dolce particolare di Willy Wonka, il "Succhia Succhia che mai si consuma", una speciale caramella che non si consuma mai. Come si può notare nelle scene precedenti infatti, Slugworth aveva fatto la stessa proposta anche agli altri bambini.
Arriva finalmente il giorno della visita alla fabbrica, che si rivela più strana e meravigliosa che mai. Si scopre, tra le altre cose, che gli operai della fabbrica sono dei minuscoli ometti con la passione per il canto, chiamati Umpa Lumpa. Willy Wonka regala a ciascun bambino un "Succhia Succhia che mai si consuma", a condizione che non lo mostrino mai a nessuno. Nel corso della visita, tutti gli altri vincitori vengono inguaiati dai loro stessi vizi: Augustus viene risucchiato in un tubo per il trasporto del cioccolato dopo averne bevuto a più non posso, Violet si trasforma in un enorme mirtillo dopo aver assaggiato una nuova gomma da masticare ancora imperfetta, Verusca finisce in un condotto dei rifiuti dopo che Willy Wonka rifiuta di venderle un'oca dalle uova di cioccolato dorato e Mike prova su di sé un'invenzione del signor Wonka che consente di trasmettere oggetti reali attraverso la televisione, riducendo la sua altezza a pochi centimetri.
Ad un certo punto, Charlie e suo nonno Joe bevono di nascosto una speciale bibita gassata col potere di far volare nonostante il divieto del signor Wonka. Dopo aver volato un po’ rischiano di venire risucchiati da un’elica, ma riescono poi a tornare incolumi a terra e a raggiungere gli altri, apparentemente senza che il signor Wonka si sia accorto di nulla.
Alla fine della visita, quando Charlie e suo nonno sono gli unici rimasti, Willy Wonka si arrabbia molto per la loro disubbidienza e rifiuta quindi di dar loro l’enorme scorta di dolci promessa. Quando Charlie gli restituisce il Succhia Succhia mostrando di accettare la punizione, piuttosto che portare la caramella a Slugworth, Willy rimane colpito dalla sua onestà e comincia a saltare di gioia. Gli rivela che l'uomo che ha incontrato in realtà non era Slugworth, ma un suo collaboratore che aveva il compito di corrompere col denaro tutti i partecipanti per verificarne l'onestà. Lo scopo del concorso era infatti quello di trovare un ragazzo buono e onesto a cui Willy Wonka avrebbe lasciato in eredità la sua fabbrica. Il bambino viene quindi invitato a trasferirsi nella fabbrica di cioccolato con la sua famiglia e a diventare il suo successore.

## Produzione

### Pre-produzione
L'idea di creare un adattamento cinematografico del romanzo di Roald Dahl venne al regista Mel Stuart dalla figlioletta di dieci anni, che, avendo appena letto il libro, gli chiese di farci un film. Stuart mostrò il romanzo al produttore David L. Wolper, il quale si trovava nel bel mezzo delle trattative con la Quaker Oats Company a proposito di un buon veicolo commerciale per introdurre sul mercato una nuova barretta di cioccolato prodotta dalla loro compagnia sussidiaria produttrice di dolciumi "Breaker Confections", con sede a Chicago (da allora rinominata The Willy Wonka Candy Company e venduta alla Nestlé). Wolper convinse la compagnia, che non aveva nessuna esperienza pregressa in fatto di produzione di film, ad acquistare i diritti del libro e a finanziare la pellicola in promozione del prodotto che si sarebbe quindi chiamato "Wonka Bar".
Venne quindi deciso e confermato che la pellicola sarebbe stata un "musical per bambini", e che Dahl stesso avrebbe scritto il copione, anche se il titolo venne cambiato da Charlie e la fabbrica di cioccolato a Willy Wonka e la fabbrica di cioccolato per promuovere il dolciume sopracitato.
Lo sceneggiatore David Seltzer introdusse nel copione diversi riferimenti letterari che Wonka cita lungo il corso del film, come ad esempio Ode di Arthur O'Shaughnessy, L'importanza di chiamarsi Ernesto di Oscar Wilde e Il mercante di Venezia di William Shakespeare. Sempre Seltzer sviluppò il personaggio di Slugworth (che nel romanzo veniva solo citato come rivale di Wonka), ampliandone il ruolo, e diede al tono dell'opera un particolare senso del grottesco, un'ironia talvolta anche crudele, diretta ad un pubblico più adulto (vedasi la scena del battello nel tunnel dove appaiono anche delle immagini disturbanti per un pubblico infantile).
Dahl provò senza successo a caldeggiare la scrittura di Spike Milligan per il ruolo di Willy Wonka. Anche la sua seconda scelta, Ron Moody, rifiutò la parte. Anche Jon Pertwee non accettò il lavoro a causa di impegni già presi per la serie televisiva Doctor Who. Le audizioni per la parte ebbero così luogo per il periodo di una settimana al Plaza Hotel di New York, dove Gene Wilder venne immediatamente scritturato per il ruolo. Questi disse che avrebbe fatto il film solo a condizione che la prima apparizione di Wonka sullo schermo lo avesse visto uscire dalla fabbrica zoppicando claudicante con un bastone, per poi perderlo lungo il tragitto, e fare una capriola rivelando di essere sanissimo. Le audizioni per le altre parti furono tenute a New York, Londra e Monaco di Baviera.
Il libro era anche nel mezzo di una controversia quando il film fu annunciato. I gruppi di protesta, incluso il NAACP, avevano contestato gli Umpa Lumpa originali, raffigurati come pigmei africani e li avevano paragonati a degli schiavi. Stuart affrontò le preoccupazioni per il film e suggerì di farne i caratteristici personaggi verdi e arancioni.
Gene Wilder voleva modifiche specifiche al costume di Wonka, incluso il tipo di pantaloni che il personaggio doveva indossare, "il colore e il taglio" della sua giacca e il posizionamento delle tasche. L'attenzione ai dettagli di Wilder si rivelava anche attraverso alcune richieste: "Il cappello è fantastico, ma renderlo più corto di 2 pollici lo renderebbe più speciale".

### Riprese
Le riprese iniziarono il 30 aprile 1970 e terminarono il 19 novembre seguente.
La principale location del film fu Monaco di Baviera in Germania Ovest, perché il regista trovava particolarmente adeguate l'atmosfera e l'architettura di quei luoghi. Gli esterni della fabbrica di cioccolato furono filmati al Munich Gaswerks (Emmy-Noether-Straße 10).
La scena finale in cui il Wonka-ascensore vola sulla città contiene immagini dall'alto di Nördlingen, città della Baviera.

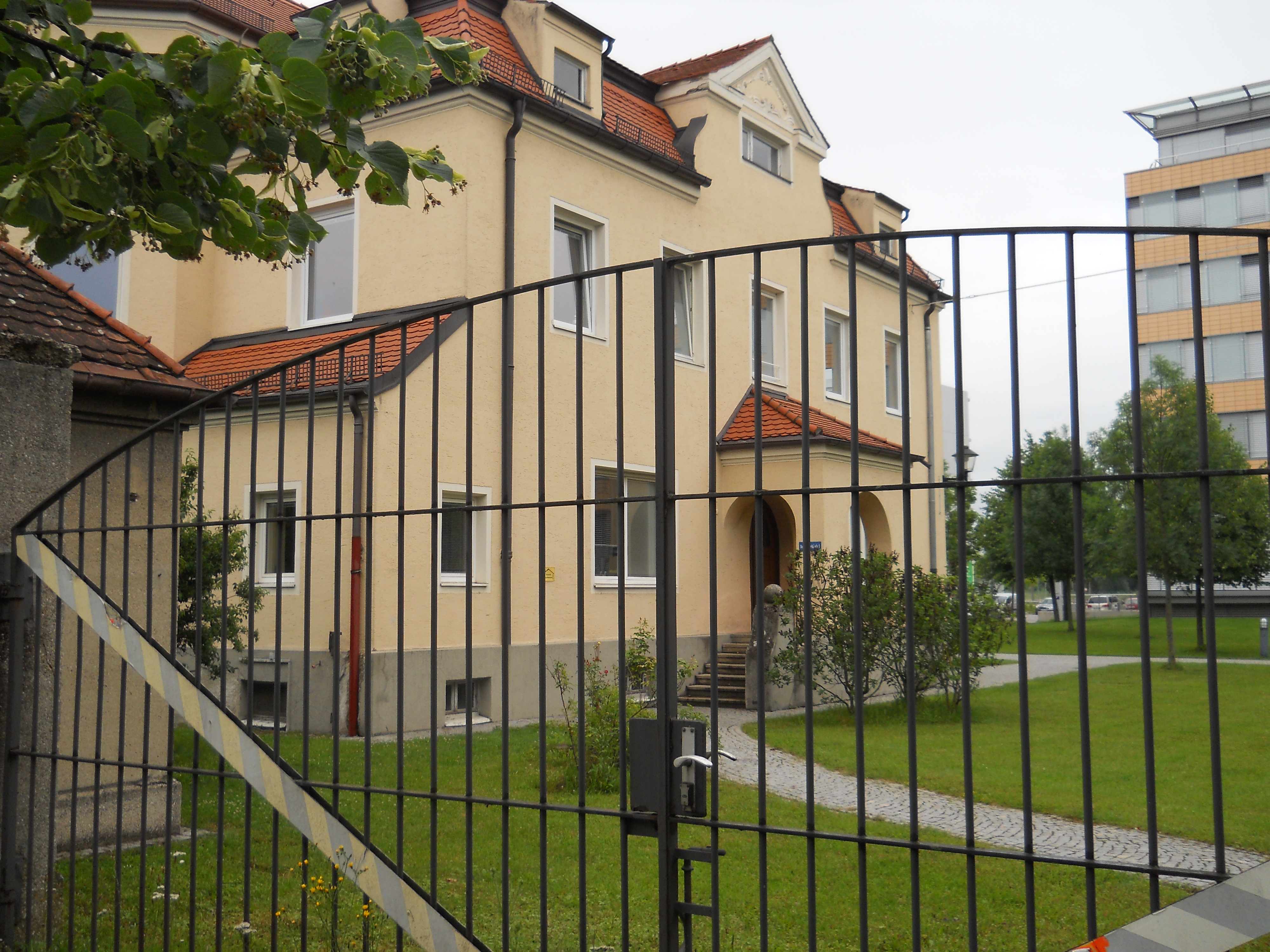
Il Munich Gaswerks come appariva nel 2011.
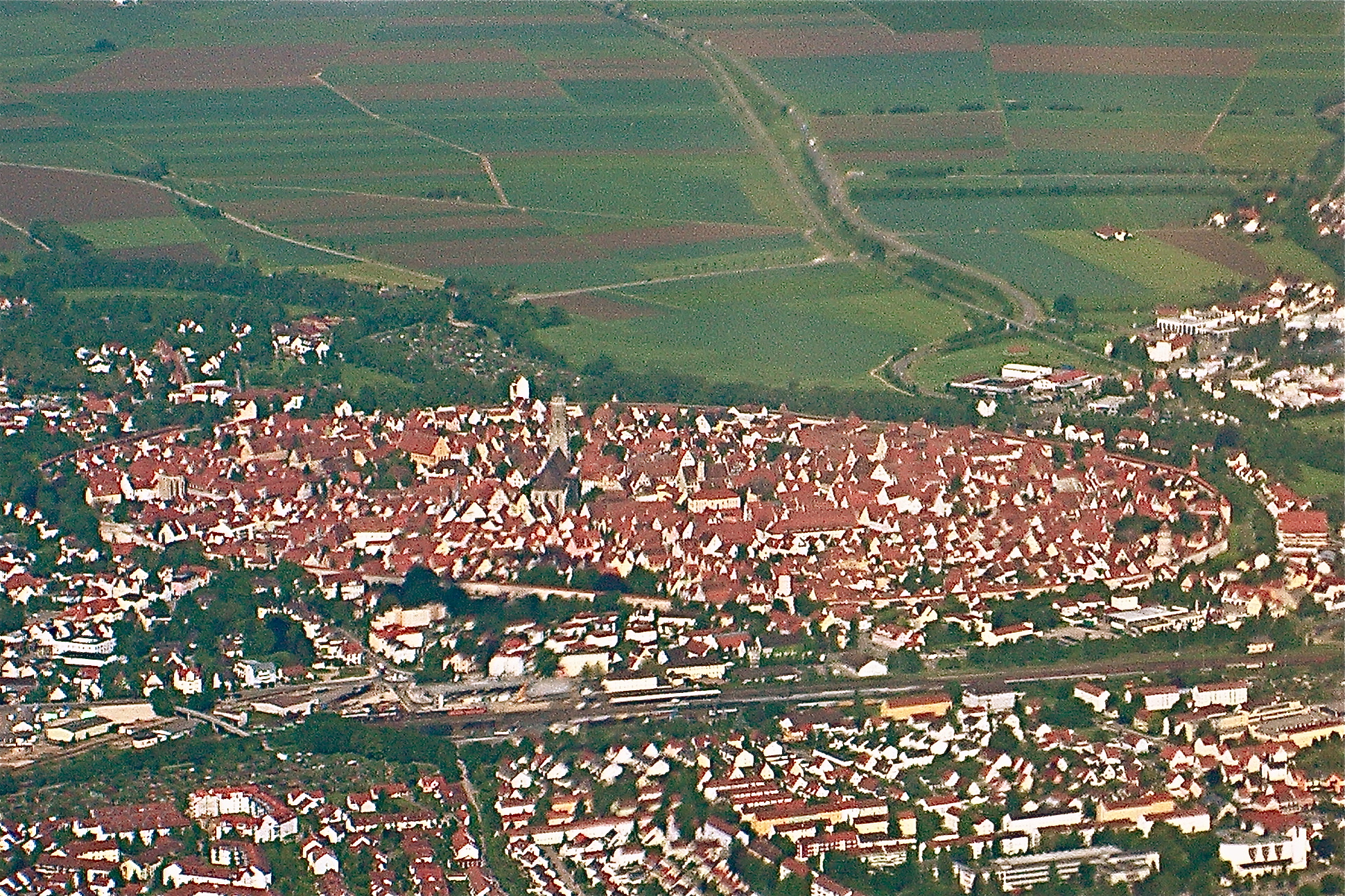
Vista aerea di Nördlingen, visibile nella scena finale del Wonka-ascensore.

### Reazione di Dahl al copione
Roald Dahl disconobbe il film, la cui sceneggiatura era stata completamente riscritta da David Seltzer dopo che egli non aveva rispettato la data ultima di consegna. Dahl espresse la propria “contrarietà” perché pensava che nel film "fosse stata posta troppa enfasi sul personaggio di Willy Wonka e non abbastanza su Charlie, il vero protagonista".

## Colonna sonora
La musica composta da Leslie Bricusse e Anthony Newley per la colonna sonora del film ricevette una candidatura agli Oscar. La colonna sonora fu inizialmente pubblicata su disco dalla Paramount Records nel 1971. L'8 ottobre del 1996, la Hip-O Records (in collaborazione con la MCA Records, proprietaria del catalogo Paramount), ha ristampato la colonna sonora in formato CD con il titolo Willy Wonka & the Chocolate Factory - 25th Anniversary Edition.
Le musiche e le canzoni che appaiono nel film in ordine cronologico sono le seguenti:
- (tra parentesi gli interpreti sullo schermo)

1. Main Title - medley strumentale dei brani (I've Got A) Golden Ticket e Pure Imagination
2. The Candy Man Can - Aubrey Woods
3. Cheer Up, Charlie - Diana Sowle
4. (I've Got a) Golden Ticket - Jack Albertson e Peter Ostrum
5. Pure Imagination - Gene Wilder
6. Oompa Loompa (Augustus) - Gli Umpa Lumpa
7. The Wondrous Boat Ride/The Rowing Song - Gene Wilder
8. Oompa Loompa (Violet) - Gli Umpa Lumpa
9. I Want It Now! - Julie Dawn Cole
10. Oompa Loompa (Veruca) - Gli Umpa Lumpa
11. Ach, so fromm (alternativamente intitolata M'appari, dall'opera Martha) - Gene Wilder
12. Oompa Loompa (Mike) - Gli Umpa Lumpa
13. End Credits - Pure Imagination

### Album colonna sonora

#### Tracce
1. Main Title (Golden Ticket / Pure Imagination)
2. The Candy Man
3. Charlie's Paper Run
4. Cheer Up Charlie
5. Lucky Charlie
6. (I've Got A) Golden Ticket
7. Pure Imagination
8. Oompa Loompa
9. The Wondrous Boat Ride
10. Everlasting Gobstoppers / Oompa Loompa
11. The Bubble Machine
12. I Want It Now / Oompa Loompa
13. Wonkamobile, Wonkavision / Oompa Loompa
14. Wonkavator / End Title (Pure Imagination)

## Distribuzione

### Data di uscita
Le date di uscita internazionali sono state:
- 28 giugno (in anteprima a Chicago) / 30 giugno 1971 negli Stati Uniti
- 3 luglio in Giappone (Yume no chocoreito kôjô)
- 20 luglio nel Regno Unito
- 15 settembre in Francia (Willy Wonka au pays enchanté)
- 8 dicembre in Italia
- 9 dicembre in Australia
- 20 dicembre in Spagna (Un mundo de fantasía)
- 25 dicembre in Portogallo (A Maravilhosa História de Charlie) e in Germania Ovest (Charlie und die Schokoladenfabrik)
- 31 dicembre in Finlandia (Jali ja suklaatehdas)
- 3 febbraio 1972 nei Paesi Bassi (Sjakie en de chocoladefabriek)
- 10 febbraio in Argentina (Willy Wonka y su fábrica de chocolate)
- 27 marzo in Svezia (Willy Wonka och chokladfabriken)
- 2 giugno in Irlanda
- 10 luglio in Nuova Zelanda
- 27 luglio in Messico (Willy Wonka y su fábrica de chocolates)
- 4 dicembre in Danimarca (Drengen, der druknede i chokoladesovsen)
- 25 dicembre in Brasile (A Fantástica Fábrica de Chocolate)
- 18 maggio 1973 a Hong Kong
- 30 giugno in Israele (Willy Wonka)
- dicembre 1973 in India (विली वोंका और चॉकलेट का कारखाना)
- 14 dicembre in Uruguay
- 6 febbraio 1975 nelle Filippine

### Edizione italiana
In Italia il film debuttò nelle sale l'8 dicembre 1971 su distribuzione Cinema International Corporation. Il primo doppiaggio italiano, curato da Roberto De Leonardis, fu eseguito dalla C.V.D. La direzione musicale venne affidata a Pietro Carapellucci. 
Nel 1984 il film fu ridoppiato per l'uscita in VHS distribuita dalla Warner Home Video dalla società di doppiaggio Giada, sotto la direzione di Flavio De Flaviis (anche autore del nuovo adattamento dei dialoghi); a differenza di quanto fatto per l'edizione cinematografica, le canzoni furono mantenute in inglese. Inoltre, in questa edizione, Veruca viene ribattezzata Verusca, Violetta viene chiamata col suo nome originale Violet e il cognome di Mike Teevee viene cambiato in Travis. Il ridoppiaggio fu utilizzato anche per tutte le edizioni home video successive.

## Accoglienza

### Incassi
Willy Wonka e la fabbrica di cioccolato fu distribuito dalla Paramount Pictures il 30 giugno 1971. Il film non fu un grande successo al botteghino: complessivamente, guadagnò 4 milioni di dollari in tutto il mondo con un budget di 3 milioni e fu il 24º film dell'anno con il maggior incasso nel Nord America.

### Critica
Il film ha ricevuto recensioni generalmente positive dalla critica. Sul sito web aggregatore di recensioni Rotten Tomatoes, il film ha un punteggio di approvazione del 92% e una valutazione media di 7,9/10 basata su 62 recensioni. Il consenso critico del sito afferma: "Willy Wonka e la fabbrica di cioccolato è strano ma confortante, pieno di deviazioni narrative che non sempre funzionano ma esprimono l'unicità del film". Su Metacritic il voto medio ponderato di 10 critici è di 67 su 100.
Roger Ebert ha dato al film un perfetto quattro stelle su quattro, definendolo: "Probabilmente il miglior film del suo genere dai tempi de Il mago di Oz. È tutto ciò che i film per famiglie di solito affermano di essere, ma non lo sono: delizioso, divertente, spaventoso, eccitante e, soprattutto, un vero lavoro di immaginazione. Willy Wonka è una fantasia talmente e meravigliosamente creata che funziona su tutti i tipi di menti, ed è affascinante perché, come tutta la fantasia classica, è affascinata da se stessa." Variety ha definito il film "una buona fantasia musicale per famiglie" che ha avuto "buone" interpretazioni ma mancava di brani "particolarmente eccitanti o memorabili". Howard Thompson del New York Times lo ha definito "noioso e teatrale con poca brillantezza e poco prezioso umorismo". Gene Siskel ha assegnato al film due stelle su quattro, scrivendo: "L'anticipazione di come è la fabbrica di Wonka è così ben sviluppata che il suo aspetto finale è una terribile delusione. Sicuramente c'è un fiume di cioccolato, ma assomiglia troppo al fiume Chicago per essere attraente. La qualità della fotografia a colori è piatta. Anche gli altri articoli nella fabbrica di Wonka - alberi di gomma da masticare e fiori di lecca-lecca - sembrano economici. Niente nella fabbrica è attraente."

## Riconoscimenti
- 1972 – Premio Oscar
  - Candidatura alla migliore colonna sonora (con canzoni originali) a Leslie Bricusse, Anthony Newley e Walter Scharf
- 1972 – Golden Globe
  - Candidatura al miglior attore in un film commedia o musicale a Gene Wilder
- 2012 – Saturn Award
  - Candidatura alla miglior edizione speciale DVD/Blu-ray (40º anniversario)

## Influenza culturale
La canzone Pure Imagination, dalla colonna sonora del film, è stata cantata alla Cerimonia di chiusura dei Giochi della XXX Olimpiade da Russell Brand con la London Symphony Orchestra.
Il disco Primus & the Chocolate Factory inciso dai Primus in collaborazione con The Fungi Ensemble, pubblicato il 21 ottobre 2014, è una rivisitazione della colonna sonora del film del 1971.
La canzone di Marilyn Manson intitolata Everlasting Cocksucker (Remix), presente sulla prima versione non censurata dell'album Smells Like Children del 1995, contiene campionature non autorizzate dal film. Anche il video ufficiale della canzone Dope Hat di Manson presente nell'album Portrait of an American Family del 1994 è ispirato al film.